# اشنونا

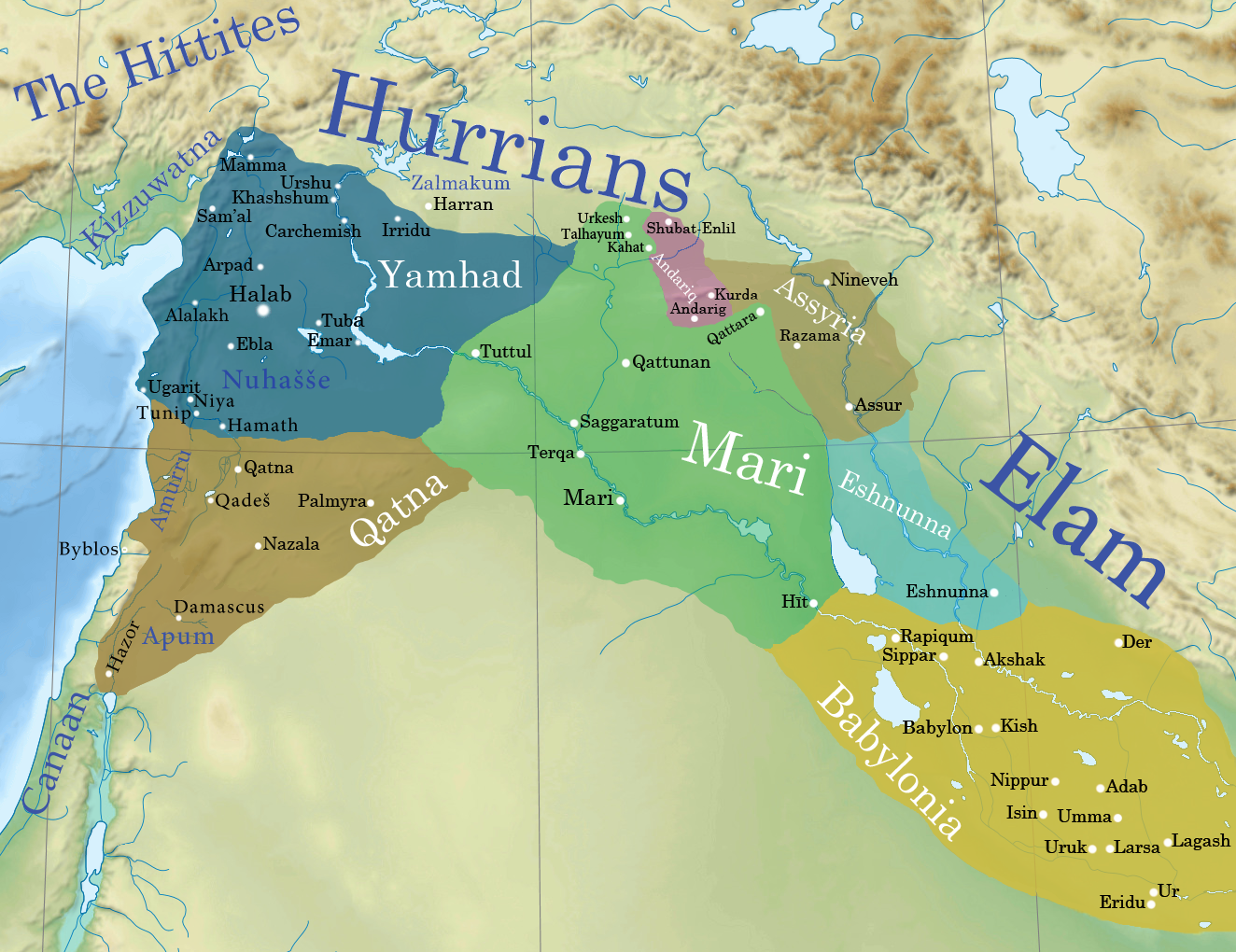
میزان نفوذ اشنونا حدود ۱۷۶۴ پیش از میلاد (به رنگ آبی روشن).

اشنونا (امروزه: تل اسمر در استان دیاله، عراق) شهر باستانی سومریان در میان‌رودان، جایی در دره رود دیاله در شمال باختری سومر. الهه این شهر تیشپاک بود.